# Rucervus
Rucervus é um gênero de cervídeo da Índia, Nepal, Indochina, e da ilha chinesa de Hainan. São ameaçados pela caça e perda de habitat, e uma espécie já está extinta. 
As espécies do gênero foram colocadas inicialmente no gênero Cervus, mas foram colocados no gênero Rucervus por conta de diferenças morfológicas. Baseado em evidências genéticas, Rucervus eldii foi classificado no gêneroCervus, enquanto as duas últimas espécies permaneceram no gênero Rucervus.

## Espécies
De acordo com a terceira edição do Mammal Species of the World de 2005, três espécies foram colocadas em Rucervus, mas Rucervus eldii pode ser dividido em duas espécies .
- Rucervus duvaucelii
- Rucervus eldii
- Rucervus schomburgki (extinto, 1938)

Além disso, tem sido sugerido que R. eldii seja classificaod em um gênero próprio, Panolia, e é mais próximo do cervo-do-padre-david.